# Knocked Out – Eine schlagkräftige Freundschaft
Knocked Out – Eine schlagkräftige Freundschaft (Alternativtitel: Knocked Out – Zwei Typen hauen drauf!, englischer Originaltitel: Play It to the Bone) ist eine Filmkomödie von Ron Shelton aus dem Jahr 1999.

## Handlung
Die Boxer Cesar Dominguez und Vince Boudreau sind befreundet. Vor einem vielbeachteten Kampf in Las Vegas soll Dominguez gegen Boudreau kämpfen. Beiden Boxern werden 50.000 US-Dollar versprochen und der Sieger qualifiziert sich für den Titelkampf.
Grace Pasic fährt Boudreau und Dominguez nach Las Vegas. Sie war früher Vince’s Freundin, jetzt hat sie eine Beziehung mit Cesar. Sie lernen auf dem Weg Lia kennen. In Las Vegas kommt es zum Boxkampf, der erbittert wird.

## Kritiken
- Kevin Thomas schrieb in der Los Angeles Times, dass die Komödie „wundervoll unterhaltsam“ sei.
- Die Deutsche Film- und Medienbewertung FBW in Wiesbaden verlieh dem Film das Prädikat wertvoll.